# زياد بن عبد الرحمن
أبو عبد الله زياد بن عبد الرحمن اللخمي الشهير بـ شبطون (المتوفي سنة 193 هـ) هو فقيه ومُحدّث أندلسي.

## حياته
كان شبطون من أهل قرطبة، وقد اتفق المترجمون لسيرته على أنه لخمي، وإن كانوا قد اختلفوا في نسبه، فمنهم من قال بأنه زياد بن عبد الرحمن بن زهير بن ناشرة بن حسين بن الخطاب بن الحارث بن دُبّة بن الحارث بن وائل بن راشدة بن أدب بن جزيلة بن لخم، ومنهم من قال بأنه من ولد حاطب بن أبي بلتعة بن عمير بن سلمة بن صعب بن سهل بن العتيك بن سعاد بن راشدة بن أذب بن جزيلة بن لخم.
سمع شبطون من مالك ومن والد زوجته القاضي معاوية بن صالح وعبد الله بن عقبة والليث بن سعد وسليمان بن بلال وعبد الرحمن بن أبي الزناد وعبد الله بن عمر العمري ويحيى بن أيوب وأبي معشر وموسى بن علي بن رباح ومحمد بن عبد الله بن عمر الليثي والقاسم بن عبد الله وإسماعيل بن داود وهارون بن عبد الله ومحمد بن أبي سلمة العمري وأبي معمر بن عباد بن عبد الصمد صاحب أنس وعبد الرحمن بن أبي بكر بن أبي مليكة وابن أبي داود وسفيان بن عيينة وعمرو بن قيس وابن أبي حازم، وروى عنه يحيى بن يحيى الليثي الموطأ قبل أن يرحل يحيى عن الأندلس. ثم رحل فأدرك مالكا فرواه عنه إلا أبوابا في كتاب الآعتكاف شك في سماعها من مالك فأبقى روايته فيها عن زياد عن مالك.
عرض هشام الرضا على شبطون القضاء، فأبى وفرّ بنفسه، فأمّنه هشام فرجع إلى قرطبة. وكان هشام الرضا يؤثر زياداً ويكرمه ويخلو به ويسائله عما يعن إليه من أمور دينه، فيأخذ برأيه ويبالغ في بره.

## مكانته
احتل شبطون منزلة رفيعة في المذهب المالكي، لما كان له من أثر كبير في نشره والذب عنه في الأندلس، فقد ذكر الذهبي أنه «أول من أدخل مذهب مالك إلى الجزيرة الأندلسية، وقبل ذلك كانوا يتفقهون للأوزاعي، وغيره.» كما أنه أول من أدخل إلى الأندلس موطأ مالك بعد أنه سمعه منه، وقال عنه تلميذه يحيى بن يحيى الليثي أنه أول من أدخل الأندلس علم السنن ومسائل الحلال والحرام. وكان أهل المدينة يسمون زيادًا فقيه الأندلس، كما قال عنه تلميذه يحيى بن يحيى: «كان زياد واحد زمانه، زاهداً وورعاً.» ولشبطون مؤلفين أحدهما شمل ما سمعه من مالك، والآخر سمّاه «الجامع» وصفه ابن عتاب قائلاً: «وهو كتاب غريب يشتمل على علم كثير».
توفي شبطون في قرطبة، واختلفوا في سنة وفاته، فذكر الذهبي وابن فرحون أنه مات سنة 193 هـ أو 199 هـ وقال ابن الفرضي أنه مات سنة 204 هـ وقد أعقب شبطون ذرية في قرطبة عُرفوا ببني زياد كان منهم قضاة وعلماء.